# Albi di Dylan Dog (1998)
Albi del fumetto Dylan Dog pubblicati nel 1998.
| Nr. | Titolo                   | Mese di pubblicazione | Soggetto            | Sceneggiatura       | Disegni              | Copertina    |
| --- | ------------------------ | --------------------- | ------------------- | ------------------- | -------------------- | ------------ |
| 136 | Lassù qualcuno ci chiama | gennaio               | Tiziano Sclavi      | Tiziano Sclavi      | Bruno Brindisi       | Angelo Stano |
| 137 | La città perduta         | febbraio              | Giuseppe De Nardo   | Giuseppe De Nardo   | Daniele Bigliardo    | Angelo Stano |
| 138 | Cattivi pensieri         | marzo                 | Tiziano Sclavi      | Tiziano Sclavi      | Ugolino Cossu        | Angelo Stano |
| 139 | Hook l'implacabile       | aprile                | Pasquale Ruju       | Pasquale Ruju       | Maurizio Di Vincenzo | Angelo Stano |
| 140 | Verso un mondo lontano   | maggio                | Tiziano Sclavi      | Tiziano Sclavi      | Luigi Piccatto       | Angelo Stano |
| 141 | L'Angelo Sterminatore    | giugno                | Pasquale Ruju       | Pasquale Ruju       | Nicola Mari          | Angelo Stano |
| 142 | Anima nera               | luglio                | Claudio Chiaverotti | Claudio Chiaverotti | Bruno Brindisi       | Angelo Stano |
| 143 | Apocalisse               | agosto                | Tiziano Sclavi      | Tiziano Sclavi      | Giampiero Casertano  | Angelo Stano |
| 144 | Belli da morire          | settembre             | Pasquale Ruju       | Pasquale Ruju       | Giovanni Freghieri   | Angelo Stano |
| 145 | Il cane infernale        | ottobre               | Tiziano Sclavi      | Tiziano Sclavi      | Franco Saudelli      | Angelo Stano |
| 146 | Ghost Hotel              | novembre              | Tiziano Sclavi      | Tiziano Sclavi      | Bruno Brindisi       | Angelo Stano |
| 147 | Polvere di stelle        | dicembre              | Pasquale Ruju       | Pasquale Ruju       | Corrado Roi          | Angelo Stano |

## Lassù qualcuno ci chiama
A Llangwntffrwd, un piccolo villaggio del Galles, una bambina sparisce in modo misterioso. A Dylan Dog spetta il compito di indagare, tra strani messaggi di presunta provenienza aliena e rocce che cantano in lingue sconosciute. Indizi che si riveleranno decisivi alla risoluzione del mistero.
- Con questo albo si chiude la "trilogia ufologica", iniziata con l'albo Terrore dall'infinito e proseguita con Quando cadono le stelle.
- Nella copertina dell'albo, in uno dei tanti fumetti presenti, si legge anche "Mxyzptlk!?", omaggio al personaggio di Mister Mxyzptlk, uno dei nemici di Superman.
- Il professor Humbert Coe è un omaggio, sia per il nome che per le fattezze, a Umberto Eco.

## La città perduta
Dylan Dog si reca a Bothridge, in Cornovaglia, su richiesta di una sua vecchia fiamma, Annabelle. Una volta arrivato, non solo Annabelle sembra essere sparita, ma addirittura la città sembra essere completamente differente da come se la ricordava dall'ultima sua visita. A questo punto il compito del nostro eroe è duplice: scoprire che fine ha fatto Annabelle e la Bothridge impressa nella sua memoria.

## Cattivi pensieri
A seguito di un incidente in macchina e a una serie incredibile di sfortunati equivoci, Dylan Dog si ritrova a passare una notte in cella. Qui farà la conoscenza di Forrest, un omone incarcerato con l'accusa di omicidio che pare abbia il potere di eliminare i cattivi pensieri dalla mente delle persone. Una volta scoperto questo potere e il carattere bonario di Forrest, Dylan Dog si convince della sua innocenza e farà di tutto per dimostrarla assieme all'avvocato difensore.
- Questo albo è chiaramente ispirato al romanzo Il miglio verde di Stephen King.

## Hook l'implacabile
Durante un inseguimento in auto, Dylan Dog riesce a fermare, uccidendolo, Cameron Garko, serial killer con un uncino al posto della mano destra, per questo soprannominato Hook l'implacabile. Ma a seguito di alcuni delitti, sembra che il killer sia ancora vivo. Dylan Dog, durante le indagini, incontrerà sulla sua strada Andrez, uno strano ragazzo immigrato ungherese capace di "resuscitare" qualsiasi mezzo a motore. Possibile che l'anima del serial killer sia tornata per vendicarsi, impossessandosi della mente del ragazzo? Al nostro eroe il compito di stabilirlo.

## Verso un mondo lontano
Dylan Dog si ritrova ad essere contattato da un ragazzo di nome Vaal che ha delle visioni ogni qualvolta una persona viene uccisa. Dylan Dog deve quindi constatare che le vittime che Vaal ha visto durante le sue visioni siano reali. Inevitabilmente Scotland Yard accusa degli omicidi il ragazzo, al quale viene dichiarata l'infermità mentale e, di conseguenza, rinchiuso in una clinica psichiatrica. A questo punto Dylan, convinto dell'innocenza del ragazzo, cercherà di scoprire la verità. 
- L'episodio è un omaggio a Mattatoio n. 5, il romanzo di fantascienza dello scrittore Kurt Vonnegut.

## L'Angelo Sterminatore
Una veggente di nome Maya assume Dylan Dog affinché ritrovi la sua amica Jael, misteriosamente scomparsa. Quello che Dylan non sa è che Jael non è una ragazza comune, ma bensì un angelo caduto. Soltanto Saul, fratello della ragazza e angelo anch'egli, conosce la verità. Quando il corpo di Jael sarà ritrovato da Scotland Yard, Dylan inizierà ad indagare per scoprire il colpevole dell'omicidio. Nel frattempo altre ragazze vengono ritrovate morte con simili modalità e in Dylan inizierà a sorgere il dubbio della presenza di un serial killer. 

## Anima nera
Dylan Dog viene assunto da Sandra Wilcox per indagare su Connor Wilcox, suo fratello. Connor infatti, nonostante anni di cure psichiatriche, continua a vedere amici immaginari, di conseguenza Sandra si convince che ad aver preso possesso della mente del fratello siano dei demoni.

## Apocalisse
Dylan Dog si ritrova rinchiuso all'interno di un edificio stregato in compagnia di Madame Trelkovski. Riusciranno ad evadere dal padiglione AS, dal quale nessuno è mai riuscite ad uscire?

## Belli da morire
La clinica "Beauty Paradise Center", gestita dai dottori Steiner e Wu, è specializzata in chirurgia estetica. Quando Steiner viene ucciso, la ex-moglie ingaggia Dylan Dog per fare chiarezza sull'accaduto. Dylan scoprirà così che numerose e misteriose morti hanno tutte un filo conduttore comune, sfuggito anche a Scotland Yard: tutte le vittime hanno in qualche modo avuto a che fare con la clinica.

## Il cane infernale
A Dylan Dog viene chiesto di esorcizzare Sir Archibald Leech III, detto Archie, un cane di razza di enormi dimensioni. Dylan non sa che questo è solo l'inizio e così si ritroverà, suo malgrado, invischiato in una storia di spionaggio industriale in cui dovrà fronteggiare un'organizzazione criminale che contrabbanda DNA umano, facendo la conoscenza di Luna Trixie, agente segreto inglese, anch'essa sulle tracce di questa organizzazione. In mezzo a tutto questo, scoprirà inoltre di avere un sosia, per il quale è stato scambiato, tale Roger Thornill, e viene perseguitato da due individui che ricordano in tutto e per tutto i Blues Brothers.
- In quest'episodio avviene il primo (ed unico) faccia a faccia tra Dylan Dog e Geoffrey M. Gideon, il suo vicino di casa protagonista dell'omonima storia pubblicata sul quarto "Dylandogone" del 1996.

## Ghost Hotel
Dylan Dog viene assunto da Darknight, un personaggio che sostiene di essere il diavolo in persona, per esorcizzare il Limbus Hotel di sua proprietà. Dylan si ritrova così a soggiornare in questo antico hotel di epoca vittoriana, pieno di spettri costretti continuamente a rivivere le loro tragiche esistenze ogni giorno in un loop senza fine.

## Polvere di stelle
Vera Vallemberg, attrice considerata una vera e propria diva del cinema muto, è ormai scomparsa da oltre settanta anni. Della sua morte non è però convinto il regista Maximilian Weichmann che, per farla uscire allo scoperto, decide di girare un film biografico. La parte della celebre attrice viene affidata ad Anna Never, vecchia fiamma di Dylan, ma Vera Vallemberg, come previsto dal regista, non ci sta e decide così di eliminare tutti i membri del cast.